# Windows NT 3.1
Windows NT 3.1 este un sistem de operare pentru arhitectură de 32 de biți dezvoltat de compania Microsoft. Acesta este primul sistem de operare din familia Windows NT și a fost lansat la 27 iulie 1993. Deși este prima versiune din seria NT, the numele său a fost ales ca o extensie a brandului similar Windows 3.1.